# Sanctuaire des martyrs de Kaohsiung
 (décembre 2019).
Si vous disposez d'ouvrages ou d'articles de référence ou si vous connaissez des sites web de qualité traitant du thème abordé ici, merci de compléter l'article en donnant les références utiles à sa vérifiabilité et en les liant à la section « Notes et références ».
Le Sanctuaire des martyrs de Kaohsiung (Chinois : 高雄市忠烈祠, pinyin : Gāoxióng Shì Zhōngliècí, anglais : Kaohsiung Martyrs' Shrine), à l'origine Sanctuaire Takao, est un mémorial situé dans le district de Gushan, Kaohsiung, Taïwan.

## Histoire

### Empire du Japon
Le site actuel est bâti sur l'emplacement d’un ancien lieu de culte shintoïste, le sanctuaire Takao Kotohira (打狗金刀比羅神社), établi par l’administration japonaise et dédié à Omononushi-no-Mikoto (大物主命) et à l’empereur Sutoku. En 1912, le sanctuaire originel est construit au pied de la colline Kotokubi (aujourd’hui Shoushan, ou Monkey Mountain). En 1920, le gouvernement de la préfecture de Takao demande au Gouverneur-général de Taïwan que le sanctuaire honore également la mémoire du prince Kitashirakawa Yoshihisa, et est renommé Sanctuaire Takao. Il est finalement déplacé sur un flanc de la colline en 1928. Cette même année, le sanctuaire reçoit le rang de kensha (県社).

### République de Chine
En 1946, après la rétrocession de Taïwan à la République de Chine, le sanctuaire est légèrement rénové afin d’en faire un lieu de culte à la mémoire des martyrs chinois. En 1972, la reconnaissance par le Japon de la République populaire de Chine provoque l’émoi des autorités de Taïwan et conduit à la démolition du sanctuaire.
En 1973, le maire de Kaohsiung Wang Yu-yuin initie la reconstruction du sanctuaire, qui est terminée en 1978 sous le nouveau nom de Sanctuaire des martyrs de Kaohsiung. L’architecture se base sur le Sanctuaire national des martyrs de la révolution à Taïpei, et on y trouve des archives, des objets et des documents ayant appartenu aux martyrs, ainsi qu’une salle de réception et un bureau. Le sanctuaire de Takao a été presque entièrement transformé, si ce n’est quelques lanternes en pierre.

## Architecture
Le bâtiment principal du sanctuaire reprend les formes d’un palais chinois traditionnel avec un toit recouvert de tuiles dorées vernissées. Les sculptures de divinités et d’animaux sont placées sur la crête du toit. Les structures sont décorées de peintures représentant des personnages de la dynastie Song. Des cloîtres en ciment et en pierres blanches entourent le sanctuaire. À l’entrée se trouve un escalier en andésite.

## Transport
Le sanctuaire est accessible depuis la station Sizihwan du métro de Kaohsiung.

## Voir également
- Sanctuaire national des martyrs de la révolution